# Мотру
Мотру (рум. Motru) — город в Румынии, в жудеце Горж.

## Население
На 2007 год население города составляет 22 967 человек.
Национальный состав:
- Румыны — 98,91%
- Цыгане — 0,56%
- Немцы — 1,52%
- Венгры — 0,06%